# Убин
Уби́н (Убинка, Убин-Су, адыг. Убын) — река в Краснодарском крае и Республике Адыгея России, впадает в Шапсугское водохранилище (бассейн Кубани).
Убин берёт начало на северо-восточных склонах горы Папай, ранее была левым притоком Афипса. Длина реки составляет 63 км. В долине реки расположены следующие населённые пункты: станицы Убинская, Азовская, Северская, хутор Коваленко.
Этимология топонима неизвестна. В. Н. Ковешников делает выводы, что название обусловлено наличием поблизости минеральных источников. Также одно из значений слова адыг. убын — ругать, что может быть связано с необычным вкусом воды. Кроме того, В. Н. Ковешников предполагает, что ранее в долине реки жил адыгский народ с именем «Убын», поскольку многие другие реки бывшей Черкесии названы по адыгским народностям — название реки Абин может быть дано по одноимённому меотскому племени, реки Пшиш — по племени пшишевцев, Псекупс — по псакам. Аналогичного мнения придерживается А. В. Твердый. Вторая часть (Су) с тюрк. языков переводится как «река».

## Данные водного реестра

Бассейн Кубани

По данным государственного водного реестра России относится к Кубанскому бассейновому округу, водохозяйственный участок реки — Афипс, в том числе Шапсугское водохранилище. Речной бассейн реки — Кубань.
Код объекта в государственном водном реестре — 06020001512108100005635.